# Marco Aufidio Lurcone
Marco Alfidio Lurcone (latino: Marcus Alfidius Lurco; è attestata anche la forma Aufidius; fl. 61-51 a.C.) è stato un magistrato romano della Repubblica, bisnonno dell'imperatore romano Tiberio.
Originario di Fundi (la moderna Fondi), Lurco era membro della gens plebea degli Aufidii (Alfidii), attiva tra la fine della Repubblica e l'inizio dell'Impero romano, quando raggiunse il rango consolare.
Nel 61 a.C., Lurco era tribuno della plebe. Durante il suo mandato fece promulgare una legge, la Lex Aufidia o Lex Aufidia de ambitu (Lex Alfidia de ambitu). Questa legge regolamentava le donazioni dei candidati alla plebe, obbligando il candidato che avesse promesso del denaro in cambio di voti e che avesse effettuato il pagamento a versare a vita 3000 sesterzi l'anno di multa, mentre esonerava dal pagamento quei candidati che non avessero pagato malgrado le promesse; Lurco ebbe una causa contro Publio Clodio Pulcro a causa di questa legge.
Nel 59 a.C. Lurco partecipò al processo contro Lucio Valerio Flacco come uno dei testimoni della difesa, venendo poi dichiarato un brav'uomo e un buon amico da Marco Tullio Cicerone. Sesto Clodio Pulcro fu indagato e processato da Lurco nel 52-51 a.C., per aver portato il cadavere di Publio Clodio Pulcro nella Curia Hostilia, oltre che per altri atti di violenza.
Lurco fu il primo, a Roma, ad ingrassare e vendere pavoni, ottenendo rilevanti ricchezze da questo commercio.
Lurco ebbe una figlia, Alfidia, che sposò Marco Livio Druso Claudiano, da cui ebbe una figlia, Livia Drusilla, che avrebbe sposato a sua volta Tiberio Claudio Nerone e poi Augusto; Lucro fu quindi bisnonno dell'imperatore Tiberio e del generale Druso maggiore.